# 박기원
박기원(1951년 8월 25일 ~ )은 대한민국의 현 배구 지도자로 현재 태국 배구 국가대표팀의 감독 겸 아시아 배구 연맹 코치 위원회 의장으로 활동 중이다.

## 지도자 경력
이란 배구 국가대표팀을 맡아 자신의 고향에서 열린 2002년 아시안 게임에서 은메달을 이끌었고 이후 2007년부터 2010년까지 의정부 KB손해보험 스타즈 감독을 역임하며 2007년 KOVO컵 준우승을 이끌긴 했지만 리그에서는 3시즌반동안 단 1차례도 포스트시즌 진출을 이끌지 못하는 등 이렇다할 성과를 거두지 못한 채 2010년 2월 4일 시즌 도중 자진 사퇴하였다.
그 뒤 한국배구연맹 경기위원을 거쳐 2011년부터 5년간 남자 배구 국가대표팀의 전임 감독을 역임하며 2011년 아시아 배구 선수권 대회 3위, 2013년 아시아 배구 선수권 대회 준우승, 2014년 아시안 게임 동메달, 2014년 AVC컵 우승을 이끌었고 2016년 4월 15일 인천 대한항공 점보스 감독으로 선임되어 2019-20 시즌 종료 때까지 역임하며 2016-17 시즌과 2018-19 시즌 V-리그 준우승,  2017-18 시즌 V리그 우승, 2019년 KOVO컵 우승 등을 이끌었다.
이후 2019-20 시즌 종료 후 AVC 코치위원장, FIVB 기술 및 지도위원회 위원 등으로 활동하다가 2023년 2월 태국 배구 국가대표팀의 감독으로 취임하여 같은 해 7월에 대만에서 열린 AVC 챌린지컵에서 태국의 우승과 함께 2024년 FIVB 남자 배구 네이션스리그 진출을 지휘했다.